# Světlá Hora
Světlá Hora település Csehországban, a Bruntáli járásban. Světlá Hora Ludvíkov, Rudná pod Pradědem, Malá Morávka, Široká Niva, Vrbno pod Pradědem, Karlova Studánka, Andělská Hora és Staré Město településekkel határos. Lakosainak száma 1367 fő (2024. január 1.).

## Népesség
A település lakosságának változását az alábbi diagram mutatja:
| Lakosok száma | 3124 | 3169 | 2458 | 1205 | 1345 | 1532 | 1435 | 1393 | 1355 | 1367 |
|               | 1869 | 1890 | 1921 | 1950 | 1980 | 2001 | 2017 | 2019 | 2022 | 2024 |